# Drymonia serrulata
Drymonia serrulata là một loài thực vật có hoa trong họ Tai voi. Loài này được (Jacq.) Mart. mô tả khoa học đầu tiên năm 1831.

## Hình ảnh

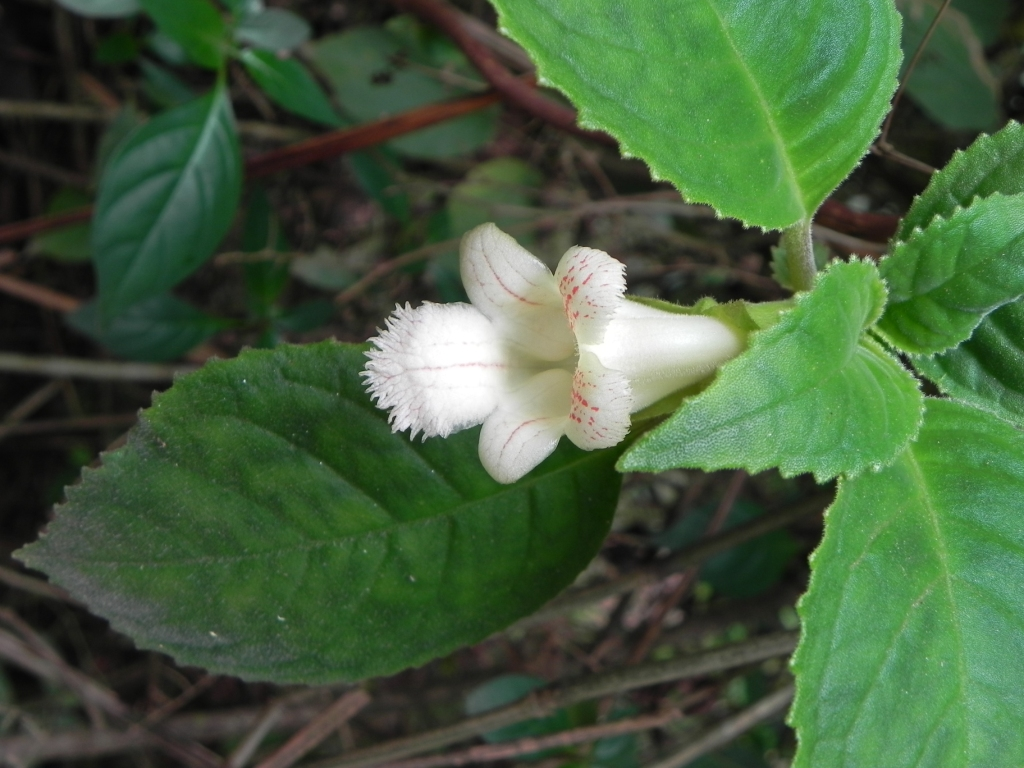
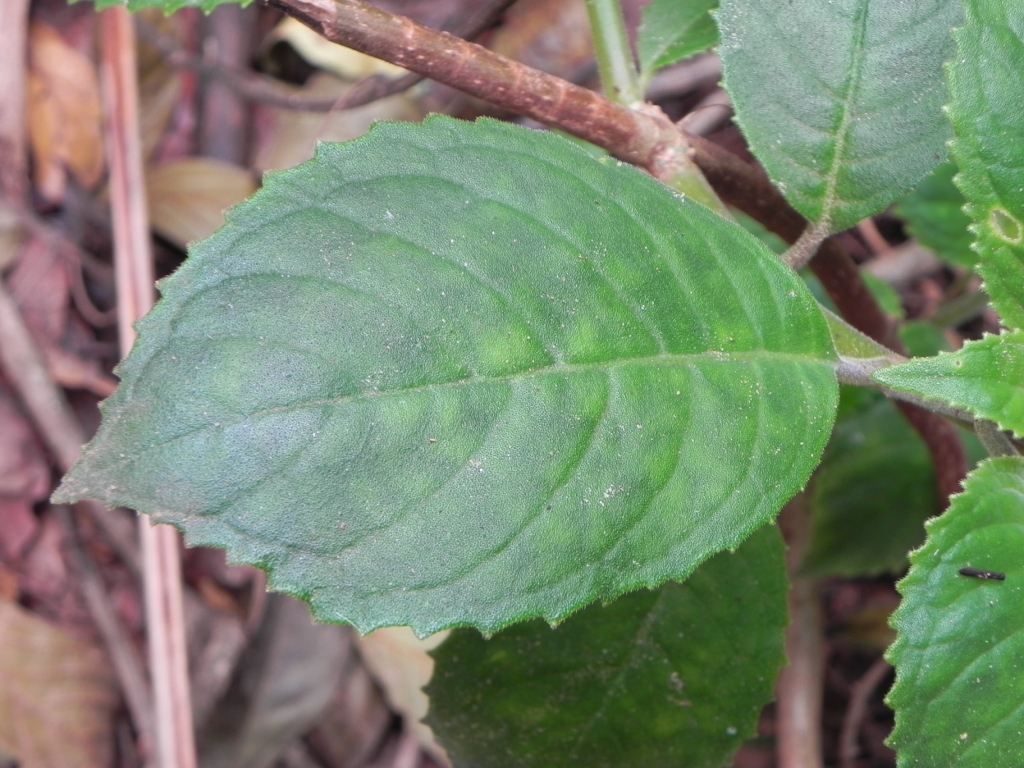
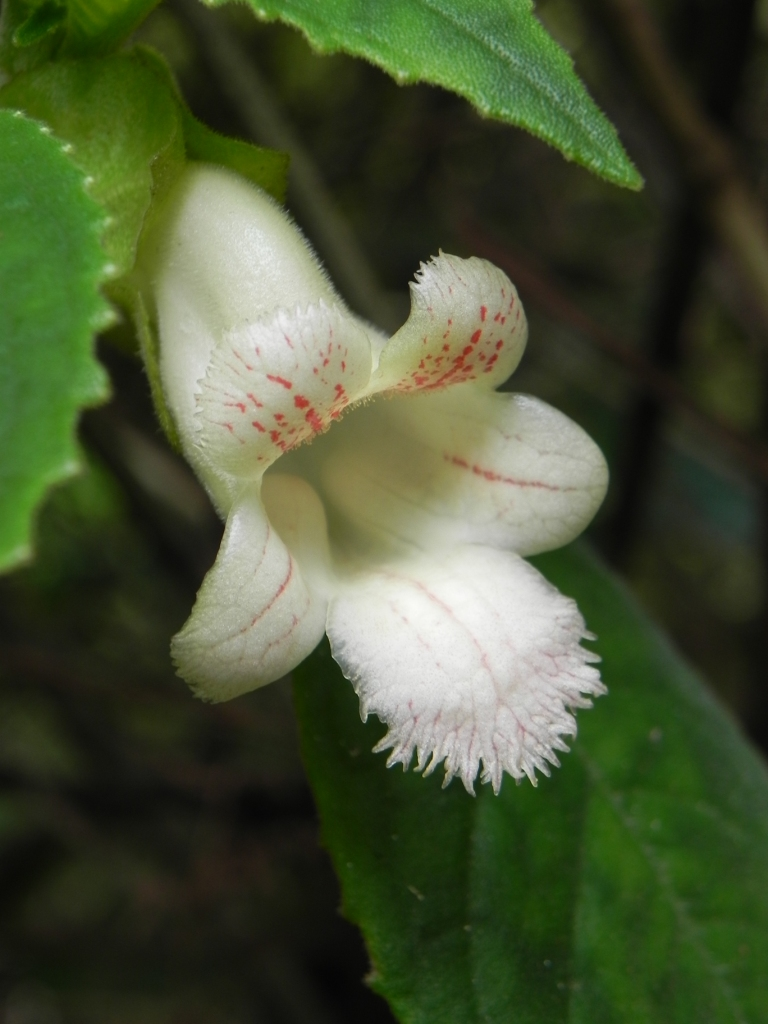